# Tyson Strachan
Tyson Strachan (né le 30 octobre 1984 à Melfort dans la province de Saskatchewan au Canada) est un joueur professionnel canadien de hockey sur glace. Il évolue au poste de défenseur.

## Biographie
Après avoir joué pour les Vipers de Vernon de la Ligue de hockey de la Colombie-Britannique, Tyson Strachan est repêché par les Hurricanes de la Caroline au 137e rang du repêchage d'entrée dans la LNH 2003. 
Il joue quatre saisons avec les Buckeyes d'Ohio State au championnat universitaire de la NCAA et passe chez les professionnels en jouant un match avec les River Rats d'Albany de la Ligue américaine de hockey. 
Il joue sa première saison professionnelle complète en 2007-2008 en jouant entre les Wranglers de Las Vegas en ECHL et les Rivermen de Peoria de la LAH. Le 9 octobre 2008, il signe un contrat en tant qu'agent libre avec les Blues de Saint-Louis et joue ses premiers matchs dans la Ligue nationale de hockey avec les Blues au cours de la saison 2008-2009
En juillet 2011, il signe avec les Panthers de la Floride et joue la majorité de la saison 2011-2012 avec le club-école des Panthers, le Rampage de San Antonio, dans la LAH. Il joue tout de même 15 matchs avec les Panthers et joue deux matchs lors des séries éliminatoires. La saison suivante, il joue 38 des 48 matchs des Panthers lors de la saison écourtée par un lock-out.
Il joue par la suite pour les Capitals de Washington et les Sabres de Buffalo.
Le 2 juillet 2015, il signe un contrat d'une saison de 650 000$ avec le Wild du Minnesota.

## Statistiques
| Saison     | Équipe                 | Ligue      |     | Saison régulière | Saison régulière | Saison régulière | Saison régulière | Saison régulière |   | Séries éliminatoires | Séries éliminatoires | Séries éliminatoires | Séries éliminatoires | Séries éliminatoires |
| Saison     | Équipe                 | Ligue      | PJ  | B                | A                | Pts              | Pun              | PJ               | B | A                    | Pts                  | Pun                  |                      |                      |
| 2002-2003  | Vipers de Vernon       | LHCB       | 56  | 6                | 22               | 28               | 99               | -                | - | -                    | -                    | -                    |                      |                      |
| 2003-2004  | Buckeyes d'Ohio State  | NCAA       | 30  | 2                | 5                | 7                | 8                | -                | - | -                    | -                    | -                    |                      |                      |
| 2004-2005  | Buckeyes d'Ohio State  | NCAA       | 31  | 1                | 4                | 5                | 8                | -                | - | -                    | -                    | -                    |                      |                      |
| 2005-2006  | Buckeyes d'Ohio State  | NCAA       | 23  | 3                | 2                | 5                | 37               | -                | - | -                    | -                    | -                    |                      |                      |
| 2006-2007  | Buckeyes d'Ohio State  | NCAA       | 35  | 7                | 11               | 18               | 55               | -                | - | -                    | -                    | -                    |                      |                      |
| 2006-2007  | River Rats d'Albany    | LAH        | 1   | 0                | 0                | 0                | 0                | -                | - | -                    | -                    | -                    |                      |                      |
| 2007-2008  | Wranglers de Las Vegas | ECHL       | 25  | 2                | 7                | 9                | 68               | 16               | 0 | 4                    | 4                    | 12                   |                      |                      |
| 2007-2008  | Rivermen de Peoria     | LAH        | 34  | 1                | 2                | 3                | 61               | -                | - | -                    | -                    | -                    |                      |                      |
| 2008-2009  | Rivermen de Peoria     | LAH        | 29  | 2                | 3                | 5                | 67               | 3                | 0 | 0                    | 0                    | 11                   |                      |                      |
| 2008-2009  | Blues de Saint-Louis   | LNH        | 30  | 0                | 3                | 3                | 39               | -                | - | -                    | -                    | -                    |                      |                      |
| 2009-2010  | Rivermen de Peoria     | LAH        | 65  | 5                | 21               | 26               | 75               | -                | - | -                    | -                    | -                    |                      |                      |
| 2009-2010  | Blues de Saint-Louis   | LNH        | 8   | 0                | 2                | 2                | 4                | -                | - | -                    | -                    | -                    |                      |                      |
| 2010-2011  | Blues de Saint-Louis   | LNH        | 29  | 0                | 1                | 1                | 39               | -                | - | -                    | -                    | -                    |                      |                      |
| 2010-2011  | Rivermen de Peoria     | LAH        | 13  | 0                | 8                | 8                | 4                | 1                | 0 | 0                    | 0                    | 2                    |                      |                      |
| 2011-2012  | Rampage de San Antonio | LAH        | 50  | 3                | 14               | 17               | 41               | 7                | 1 | 3                    | 4                    | 0                    |                      |                      |
| 2011-2012  | Panthers de la Floride | LNH        | 15  | 1                | 2                | 3                | 5                | 2                | 0 | 1                    | 1                    | 0                    |                      |                      |
| 2012-2013  | Rampage de San Antonio | LAH        | 24  | 1                | 8                | 9                | 22               | -                | - | -                    | -                    | -                    |                      |                      |
| 2012-2013  | Panthers de la Floride | LNH        | 38  | 0                | 4                | 4                | 40               | -                | - | -                    | -                    | -                    |                      |                      |
| 2013-2014  | Bears de Hershey       | LAH        | 60  | 4                | 15               | 19               | 56               | -                | - | -                    | -                    | -                    |                      |                      |
| 2013-2014  | Capitals de Washington | LNH        | 18  | 0                | 2                | 2                | 28               | -                | - | -                    | -                    | -                    |                      |                      |
| 2014-2015  | Sabres de Buffalo      | LNH        | 46  | 0                | 5                | 5                | 44               | -                | - | -                    | -                    | -                    |                      |                      |
| 2015-2016  | Wild de l'Iowa         | LAH        | 67  | 1                | 12               | 13               | 68               | -                | - | -                    | -                    | -                    |                      |                      |
| 2015-2016  | Wild du Minnesota      | LNH        | 2   | 0                | 0                | 0                | 0                | -                | - | -                    | -                    | -                    |                      |                      |
| 2016-2017  | Americans de Rochester | LAH        | 61  | 1                | 11               | 12               | 36               | -                | - | -                    | -                    | -                    |                      |                      |
| 2017-2018  | Cardiff Devils         | EIHL       | 47  | 4                | 11               | 15               | 73               | -                | - | -                    | -                    | -                    |                      |                      |
| Totaux LNH | Totaux LNH             | Totaux LNH | 186 | 1                | 19               | 20               | 199              | 2                | 0 | 1                    | 1                    | 0                    |                      |                      |